# Черемшанка (Заларинский район)
Черемша́нка — село в Заларинском районе Иркутской области. Вместе с деревнями Харагун, Новометелкина и участком Хор-Бутырский образует Черемшанское муниципальное образование.
В настоящее время Черемшанка является одним из самых старых и больших татарских сел в области.

## История
Основана татарами-переселенцами с северо-запада Уфимской губернии во время Столыпинской аграрной реформы в 1910 году (по другим данным 1909 год либо 1911 год), возможно, из дер. Тупеево современного Илишевского района Республики Башкортостан.
До революции в селе существовала мечеть (здание из круглого леса, находилось на возвышенности). Первый мулла — Гильманов А., выписанный из Казани.
До середины 1990-х гг. прошлого века действовал ЛЗУ (лесозаготовительный участок) — главный «работодатель» черемшанцев.

## Название
По одной из версий, село получило свое название из-за черемши, которая обильно произрастает в окружающей тайге.
Другая версия возводит название села к старотат. чирәм — «луг, целина», возможно, из-за того, что деревня расположена на открытой местности, но со всех сторон окруженной тайгой.

## Население
| 2002 | 2010 | 2011 | 2012 |
| ---- | ---- | ---- | ---- |
| 394  | ↘309 | →309 | ↗321 |

Население — преимущественно татары.

## Инфраструктура
Состоит из улиц Восточная, Железнодорожная, 40 лет Победы, Советская и переулка Школьного.
Действуют клуб, средняя школа с краеведческим музеем, в центре села — мемориал «1941-1945 гг. Они стояли на смерть».
В окрестностях — старое мусульманское кладбище.

## Узкоколейная жд
Эта узкоколейная железная дорога являлась лесовозной, «сплавной». Первый участок железной дороги был открыт не позднее 1950-х годов. Дорога соединяла два крупных посёлка — Харагун (начальный пункт) и Черемшанку. В течение некоторого времени существовали мелкие посёлки к югу от Черемшанки, которые связывала эта дорога. Протяжённость дороги на пике развития составляла не менее 50 км. В Харагуне размещались депо, кузница, мастерские. Вывоз леса по узкоколейной железной дороге был прекращён в 1990-х гг. 
По состоянию на сегодня, дорога частично сохранилась и используется местными жителями посредством съёмных мотодрезин для туристических и хозяйственных целей.

## События
В 2011 году Черемшанка отметила 100-летие, перенесенное с 2010 года.